# Johann Friedrich Reichardt
Johann Friedrich Reichardt,  född den 25 november 1752 i Königsberg, död den 27 juni 1814 i Giebichenstein, var en tysk tonsättare och skriftställare. 

## Biografi
Reichardt studerade filosofi och musik, tillbragte åren 1771–74 på resor i Tyskland och blev 1775 kapellmästare hos Fredrik den store i Berlin. Där inrättade han bland annat "spirituella konserter" med analytiska program (1783). Åren 1782 och 1785–86 tillbragtes åter på resor, till Italien, London och Paris, varvid han uppförde sin passionsmusik med mera och var nära att i Paris få två operor uppförda, då han återkallades genom kung Fredriks död (1786). Hos efterträdaren Fredrik Vilhelm II förstod Reichardts ovänner att göra honom misshaglig på grund av dels hans övermodiga sätt, dels hans kända sympatier för franska revolutionen, varför han avskedades 1794. Efter en resa till Sverige, under vilken han en kort tid uppehöll sig i Stockholm, slog han sig ned i Altona och utgav tidningen La France, tills han 1796 kallades till inspektor för saltgruvorna vid Halle. 
År 1800 blev han ledamot av Musikaliska akademien i Stockholm. Av Jérôme Bonaparte anställdes han som kapellmästare i Kassel 1808, men trivdes inte där och återvände, efter en resa till Wien, till Giebichenstein vid Halle. Reichardt var en kombination av musiker, litteratör och världsman. Hans Vertraute briefe från Paris (3 band, 1804–05) och Wien (2 band, 1810, de förra översatta till svenska 1804–05 och de senare 1812) innehåller rika detaljer över inte endast musik, utan även politik, litteratur och sällskapsliv. Hans tidningar och övriga skrifter röjer kritisk skärpa och omdöme; de viktigaste är Ueber die deutsche komische oper (1774), Musikalisches kunstmagazin (1782–91) samt Studien für tonkünstler und musikfreunde (1793). 
Hans tonsättarrykte vilar huvudsakligen på hans kompositioner till Goethes sånger (4 delar med 118 nummer, 1809), varigenom han främjat den tyska visans utveckling och banat väg för Schubert, samt på hans sångspel.
Det senare var en genre, som han jämte Hiller bidrog att skapa (Lieb' und treue, Jery und Bätely, Erwin und Elmire, Die geisterinsel med flera). I övrigt skrev han operor, kantater, psalmer och en mängd instrumentalmusik.

## Eftermäle
Asteroiden 9863 Reichardt är uppkallad efter honom.